# 呆头伯劳
呆头伯劳（学名：Lanius ludovicianus）是伯劳科伯劳属的一种。该种是伯劳科中北美地区唯一的特有种，分布于加拿大、墨西哥和美国。其自然栖息地为干燥的稀树草原以及亚热带或热带的干燥疏灌丛等。